# 112. medicinska brigada (ZDA)
112. medicinska brigada (angleško 112th Medical Brigade) je bila medicinska brigada Kopenske vojske Združenih držav Amerike.

## Odlikovanja
- Meritorious Unit Commendation
- Predsedniška omemba enote